# Helma Wennemers
Helma B. Wennemers (ur. 24 czerwca 1969 w Offenbach am Main) – niemiecka chemiczka, profesor chemii organicznej na Politechnice Federalnej w Zurychu.

## Życiorys
Helma Wennemers studiowała chemię na Uniwersytecie Goethego we Frankfurcie nad Menem. W 1993 obroniła pracę magisterską pod kierunkiem prof. Gerharda Quinkerta. W 1996 roku otrzymała tytuł doktora na Uniwersytecie Columbia w Nowym Jorku. Promotorem pracy pod tytułem “Encoded combinatorial chemistry: a tool for the study of selective intermolecular interactions.” był prof. W. Clark Still. W latach 1996–1998 odbyła staż podoktorski na Uniwersytecie w Nagoi w grupie prof. Hisashiego Yamamoto. W 1999 roku objęła stanowisko profesora na Uniwersytecie Bazylejskim. W 2011 została prof. chemii organicznej na Politechnice Federalnej w Zurychu.

## Tematyka badań
Badania prof. Wennemers skupiają się na peptydach bogatych w prolinę.
- Kataliza stereoselektywna:

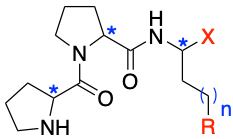
Katalizator trójpeptydowy typu H-Pro-Pro-Xaa

Wennemers wprowadziła trójpeptydy o sekwencji H-Pro-Pro-Xaa (Pro: prolina; Xaa: dowolna amina) jako wysoce reaktywne, stereo- i chemoselektywne organiczne katalizatory reakcji tworzenia wiązań C–C: reakcji aldolowej lub sprzężonych addycji nukleofilowych Selektywność reakcji może być kontrolowana przez  zmianę konfiguracji absolutnej oraz grup funkcyjnych w pozycji Xaa łańcucha trójpeptydowego. Wynaleziona metodologia pozwoliła stworzyć katalizator promujący z wysoką wydajnością i stereoselektywnością reakcje addycji aldehydów do nitroolefin przy użyciu jedynie 0,05 mol% trójpeptydowego katalizatora.
Helma Wennemers pracuje również nad innymi typami reakcji z katalizą organiczną. Czerpiąc inspirację z naturalnej syntezy poliketydów, gdzie monotioestry kwasu malonowego używane są jako substraty, rozwinęła metodologię pozwalającą wykorzystać te same bloki budulcowe w organokatalitycznych reakcjach z partnerami elektrofilowymi. Użycie fluorowanych pochodnych monotioestrów kwasu malonowego jako substratów pozwoliło na stereoselektywne wprowadzenie grup fluorooctanowych do związków organicznych za pomocą reakcji aldolowej oraz poprzez reakcje z iminami i nitroolefinami.
- Chemia biologiczna:

W obszarze chemii biologicznej Wennemers używa bogatych w prolinę peptydów o dłuższych łańcuchach aminokwasowych, jak modele peptydów kolagenowych czy oligoproliny (od 6 do 12 aminokwasów) na potrzeby selektywnego rozpoznawania komórek nowotworowych, przenikania błon komórkowych, czy transport substancji leczniczych. Wynalezione w laboratorium grupy Wennemers metody funkcjonalizacji pozycji γ- pierścienia proliny zostały zastosowane w celu stabilizacji i funkcjonalizacji syntetycznego kolagenu. Wprowadzenie γ-aminoproliny i γ-azaproliny do struktury kolagenowych łańcuchów peptydowych pozwoliło stworzyć responsywne modele kolagenu, których stabilność uzależniona jest od pH roztworu. Co więcej Wennemers stworzyła także polikationowe oligoproliny, w których ładunki dodatnie rozmieszczone są w regularnych odstępach wzdłuż łańcucha peptydowego, co pozwoliło znacznie poprawić ich zdolność do przenikania błon komórkowych i lokalizacji w jądrze komórkowym w porównaniu do odpowiedników o mniej zdefiniowanej strukturze drugorzędowej i nieregularnym rozmieszczeniu podstawników o charakterze kationowym.
- Materiały syntetyczne:

Wennemers używa peptydów w celu kontroli morfologii nanomateriałów stworzonych na drodze samoorganizacji cząsteczkowych bloków budulcowych. Wprowadziła trójpeptydy jako stabilizujące ligandy pozwalające tworzyć monodyspersyjne nanocząstki metali szlachetnych (srebra, złota, palladu i platyny). Zademonstrowala również, że nanocząstki platyny stabilizowane peptydami wykazują zwiększoną toksyczność wobec komórek raka wątroby w porównaniu do innych komórek nowotworowych oraz zdrowych komórek wątroby. Wennemers zastosowała oligoproliny dekorowane podstawnikami aromatycznymi w celu utworzenia nanomateriałów o różnorodnej morfologii (włókna, pręty, arkusze). Analogiczne pochodne oligoproliny wykorzystała do stworzenia pierwszego w pełni organicznego trójnitkowego, plecionego nanomateriału, składającego się z elementów związanych wyłącznie niekowalencyjnym oddziaływaniami międzycząsteczkowymi.

## Nagrody
Badania Helmy Wennemers zostały uhonorowane w 2010 roku nagrodą Leonidasa Zervasa przez Europejskie Towarzystwo Peptydowe, w 2016 Nagrodą Pedlera przez Brytyjskie Królewskie Towarzystwo Chemiczne, w 2017 Medalem Inhoffena, a w 2019 Holenderską Nagrodą Uczonych w Chemii Supramolekularnej.